# هنريك كويفويد
هنريك كويفويد (بالدنماركية: Henrik Koefoed)‏ هو ممثل دانمركي، ولد في 25 نوفمبر 1955.

## وصلات خارجية
- هنريك كويفويد على موقع IMDb (الإنجليزية)
- هنريك كويفويد على موقع ألو سيني (الفرنسية)
- هنريك كويفويد على موقع ميوزك برينز (الإنجليزية)
- هنريك كويفويد على موقع قاعدة بيانات الأفلام السويدية (السويدية)
- هنريك كويفويد على موقع أول ميوزيك (الإنجليزية)
- هنريك كويفويد على موقع ديسكوغز (الإنجليزية)
- هنريك كويفويد على موقع قاعدة بيانات الفيلم (الإنجليزية)